# Karnabrunn (Herrschaft)
Die Herrschaft Karnabrunn war eine Grundherrschaft im Viertel unter dem Manhartsberg im Erzherzogtum Österreich unter der Enns, dem heutigen Niederösterreich.

## Ausdehnung
Die Herrschaft, welcher auch Weinsteig angehörte, umfasste zuletzt die Ortsobrigkeit über Karnabrunn, Lachsfeld, Hetzmannsdorf und Weinsteig. Der Sitz der Verwaltung befand sich in Karnabrunn.

## Geschichte
Letzter Inhaber der Allodialherrschaft war Josefine Freiin von Redl zu Rothenhausen; sie löste die Herrschaft in Folge der Reformen 1848/1849 auf.